# 7364 Otonkučera
7364 Otonkučera eller 1996 KS är en asteroid i huvudbältet som upptäcktes den 22 maj 1996 av den kroatiska astronomen Korado Korlević vid Višnjan-observatoriet. Den är uppkallad efter den kroatiske astronomen Oton Kučera.
Asteroiden har en diameter på ungefär 2 kilometer.